# Sebastian Mühlbauer

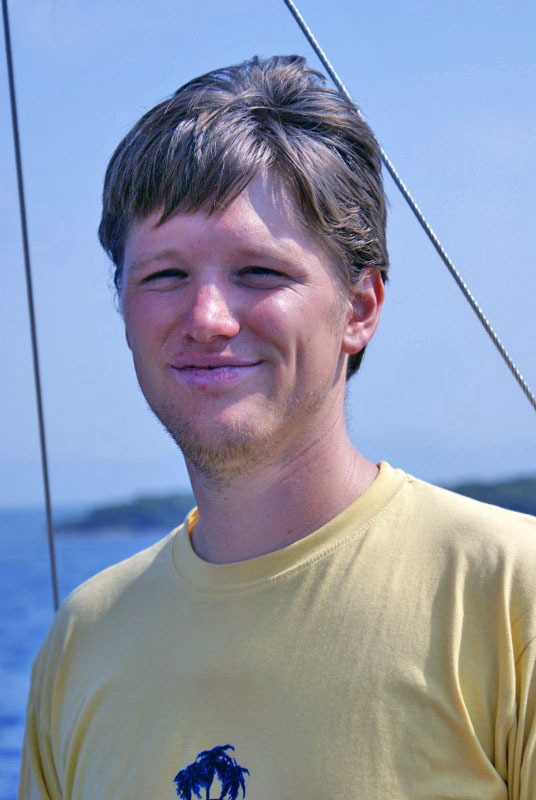
Sebastian Mühlbauer (2009)

Sebastian Clemens Mühlbauer (* 10. Mai 1980 in Dachau) ist ein deutscher Physiker. Er arbeitet in der Grundlagenforschung der kondensierten Materie und beschäftigt sich mit Flussliniengittern in Supraleitern und komplexen magnetischen Strukturen. 2009 konnte Mühlbauer zusammen mit seinen Kollegen an der TU München und der Forschungs-Neutronenquelle Heinz Maier-Leibnitz den ersten experimentellen Nachweis eines magnetischen Skyrmionengitters in dem Metall Mangansilizium erbringen.

## Leben und Wirken
Nach dem Abitur am  Josef-Effner-Gymnasium im Jahre 1999 studierte und promovierte Sebastian Mühlbauer am Physik-Department der TU München. Dabei lag sein Schwerpunkt auf Kleinwinkelneutronenstreuung (Small Angle Neutron Scattering, SANS) an supraleitenden und magnetischen Materialien. Während seiner Promotion bei Peter Böni gelang ihm mit den Professoren Christian Pfleiderer und Peter Böni (TU München) und anderen und in Zusammenarbeit mit dem Theoretiker Achim Rosch der erste experimentelle Nachweis eines Skyrmionengitters in dem magnetischen Metall Mangansilizium. Die ursprüngliche Entdeckung gelang Mühlbauer im Rahmen seiner Dissertation eher durch Zufall (er sollte etwas ganz anderes messen, vergaß aber die Messanordnung umzubauen). Die 2009 veröffentlichte Arbeit inspirierte in der Folge viele weitere Veröffentlichungen, in denen Skyrmionengitter auch in anderen Materialklassen nachgewiesen wurden. Nach dem Abschluss seiner Promotion arbeitete er für zwei Jahre als Postdoc an der ETH Zürich. 
Seit 2012 ist Mühlbauer Instrumentverantwortlicher an der Forschungs-Neutronenquelle Heinz Maier-Leibnitz.